# Spilosoma immaculata
Spilosoma immaculata là một loài bướm đêm thuộc phân họ Arctiinae, họ Erebidae.